# Colonne rostrale

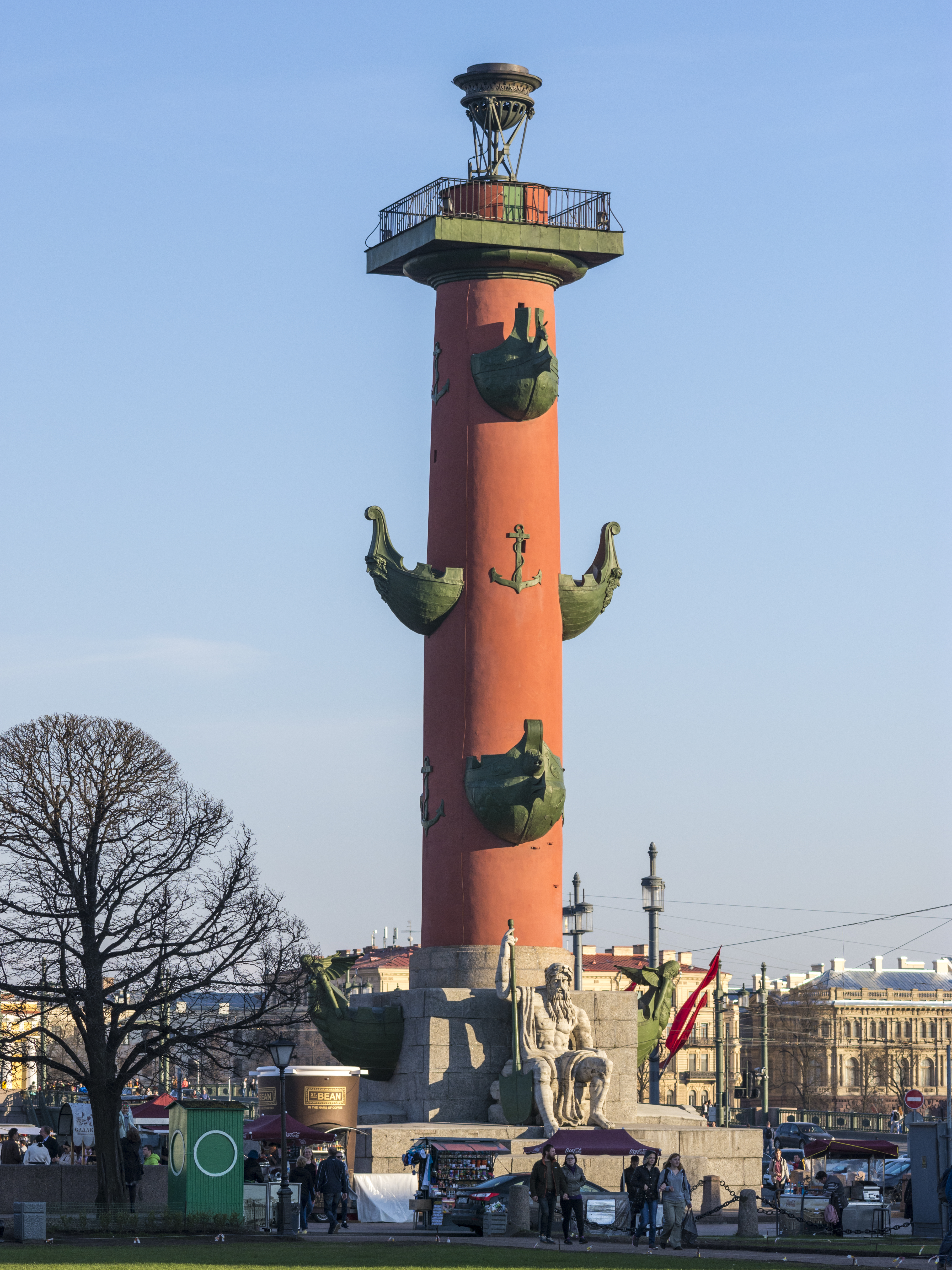
L'une des deux colonnes rostrales de Saint-Pétersbourg.

Une colonne rostrale, ou colonne duilienne, est une colonne triomphale de grande dimension, destinée à commémorer une victoire navale, ou des campagnes maritimes victorieuses.

## Description
Les colonnes rostrales étaient érigées dans l'ancienne Grèce ou l'ancienne Rome, et ont été aussi élevées par des civilisations récentes.
Traditionnellement, le rostre, ou l'éperon de navires capturés, étaient installés sur ces colonnes.
En France, les plus célèbres sont les colonnes rostrales de la place des Quinconces à Bordeaux. À Paris, des candélabres sont en forme de colonne rostrale, comme ceux de la place de la Concorde dessinés par Jacques Ignace Hittorff en clin d'œil à l'hôtel de la Marine voisin, ou devant le pavillon de l'empereur de l'opéra Garnier.
Dans le monde, on connaît les colonnes rostrales de l'ancienne bourse sur l'Île Vassilievski à Saint-Pétersbourg, et celle du Columbus Circle à New York.

## Galerie

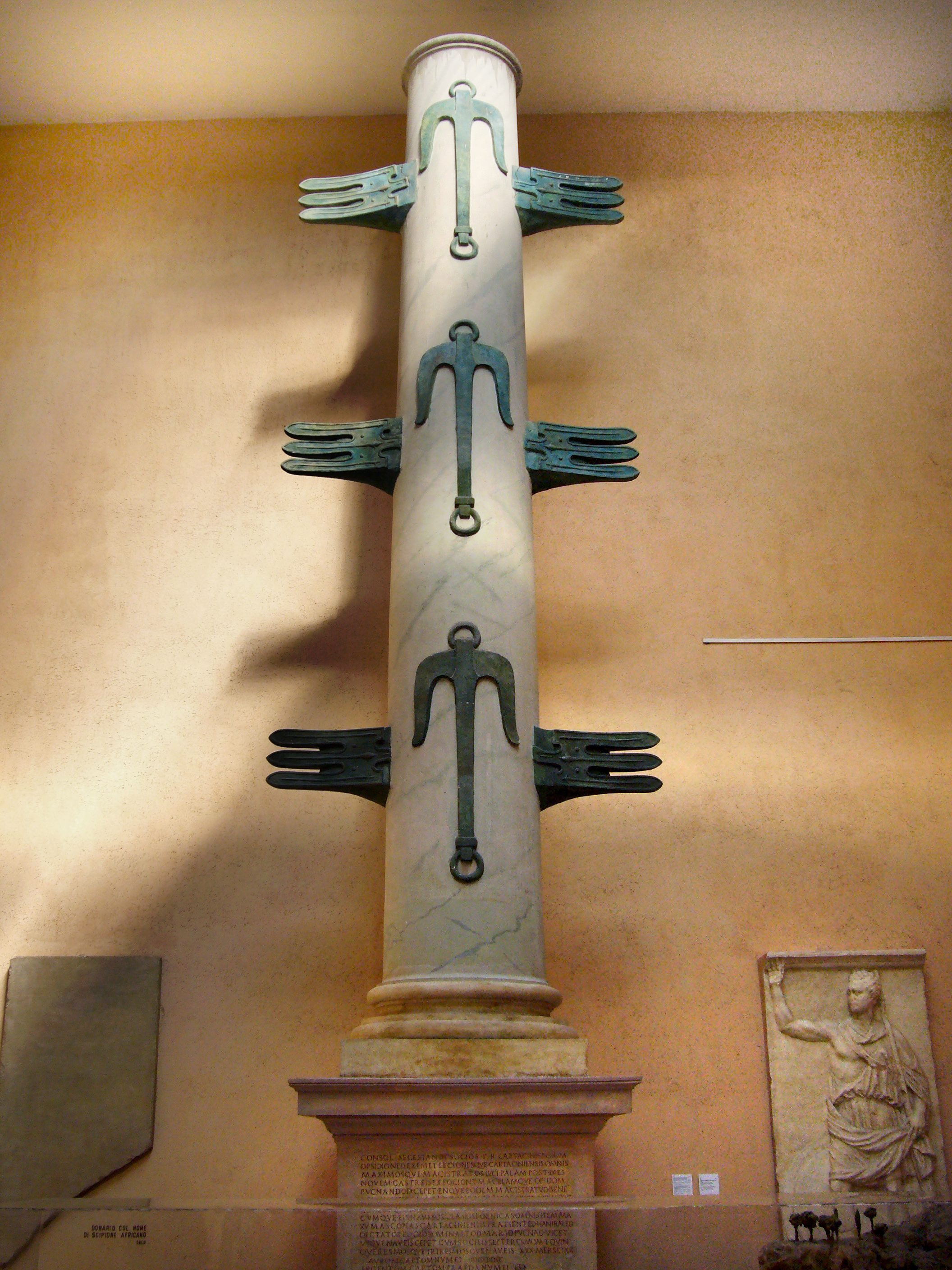
Reproduction de la colonne rostrale de Caius Duilius du Comitium.
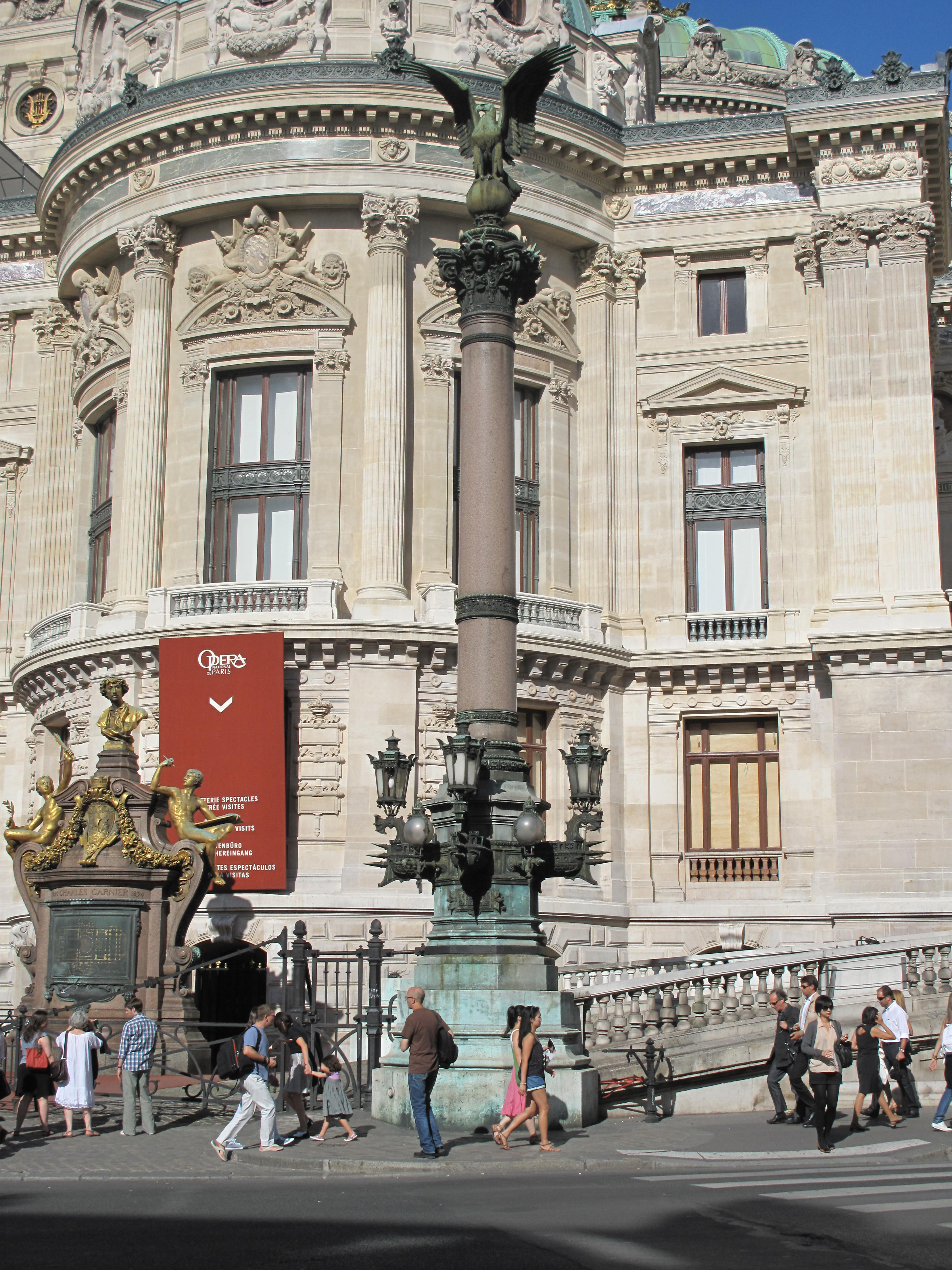
Colonne rostrale devant l'opéra Garnier.
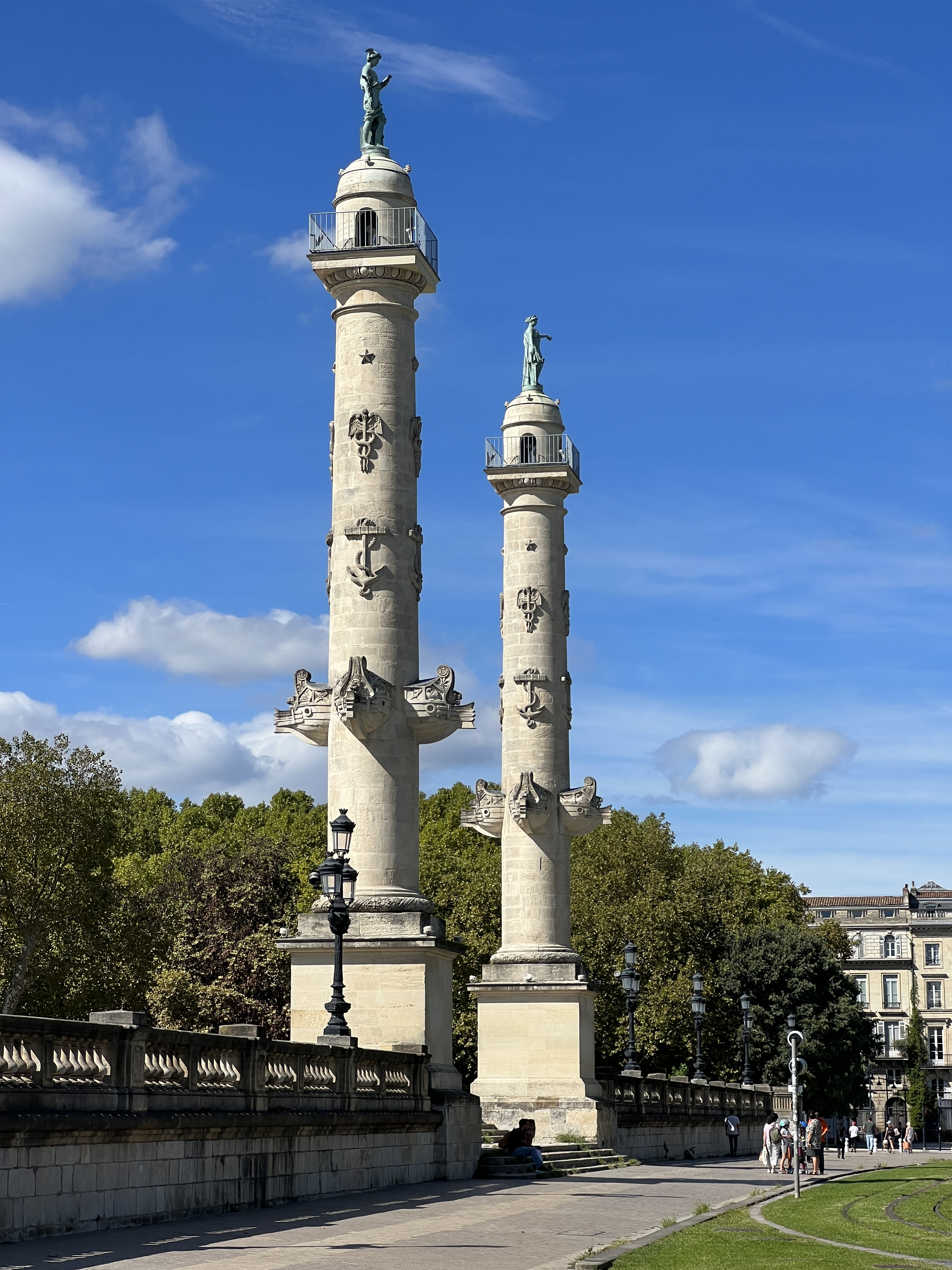
Les colonnes rostrales de la place des Quinconces à Bordeaux.
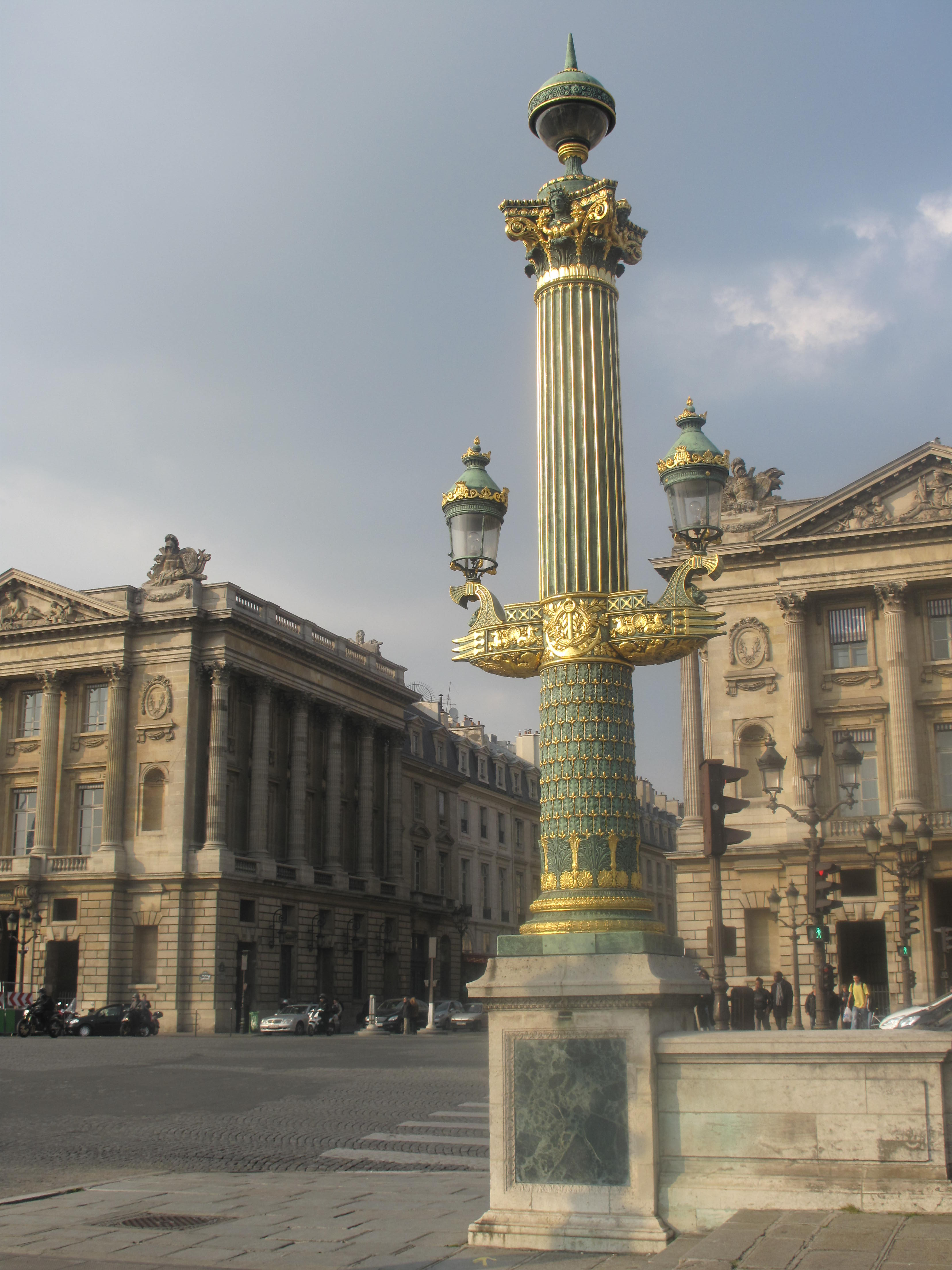
Un colonne rostrale de la place de la Concorde à Paris.
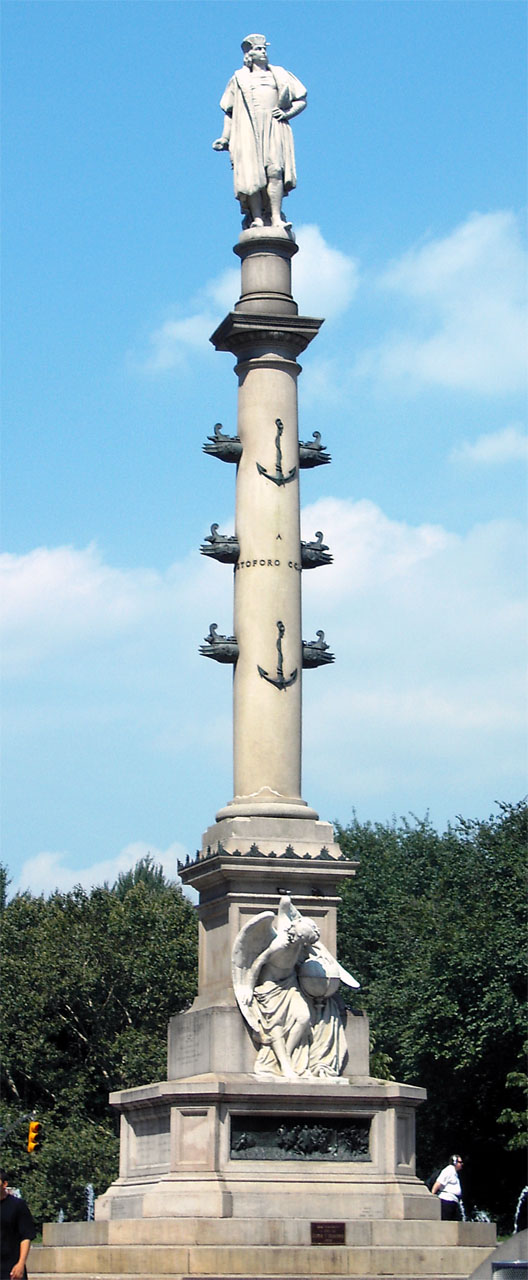
Le Colombus Monument, place de Colombus Circle, à New York.
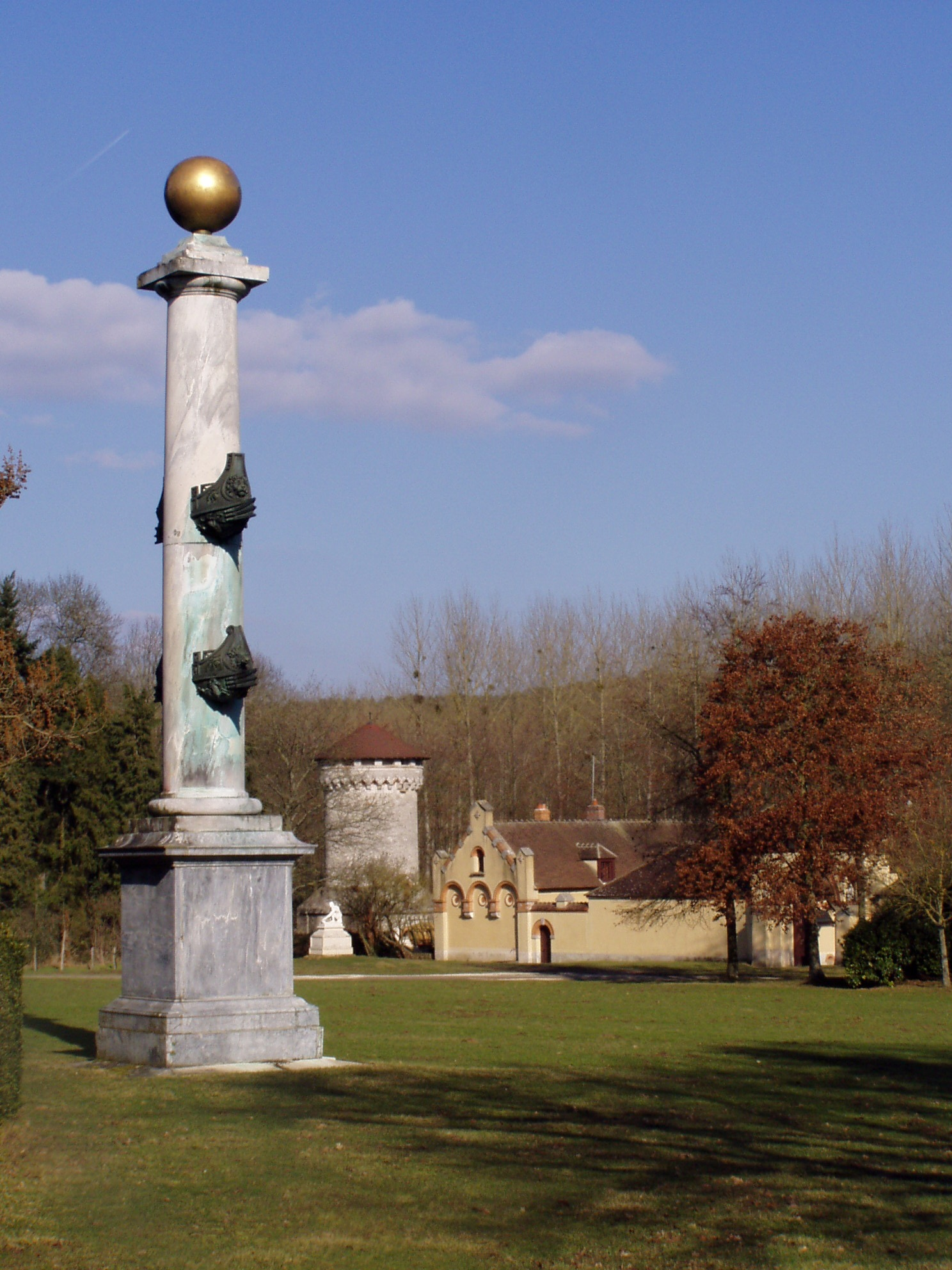
Colonne rostrale du Parc de Jeurre, Morigny-Champigny.